# Dawu, Garzê
Dawu, tidigare stavat Taofu, är ett härad i den tibetanska autonoma prefekturen Garzê i Sichuan-provinsen i sydvästra Kina.